# Angelo Sguazzero
Angelo Sguazzero (Como, 4 gennaio 1946) è un ex velocista italiano.

## Biografia
Nel 1968 partecipò alle Olimpiadi di Città del Messico dove gareggiò nella staffetta 4×100 metri correndo in terza frazione con Sergio Ottolina, Ennio Preatoni e Livio Berruti. Il quartetto italiano conquistò l'accesso alla finale che concluse al settimo posto.

## Campionati nazionali
- ai Campionati italiani assoluti di atletica leggera con la staffetta 4×100 metri (1966, 1967, 1968)